# Parkano
Parkano [ˈpɑrkɑnɔ] ist eine Stadt im Westen Finnlands. Sie liegt auf halbem Wege an der VR-Eisenbahnstrecke von Tampere nach Seinäjoki und hat 6240 Einwohner (Stand 31. Dezember 2022). Die Ortsfläche beträgt 909,76 km², wobei 57,49 km² davon Wasserflächen sind.
Parkano ist Ausgangspunkt für Ausflüge in den nur wenige km östlich gelegenen Nationalpark Seitseminen.

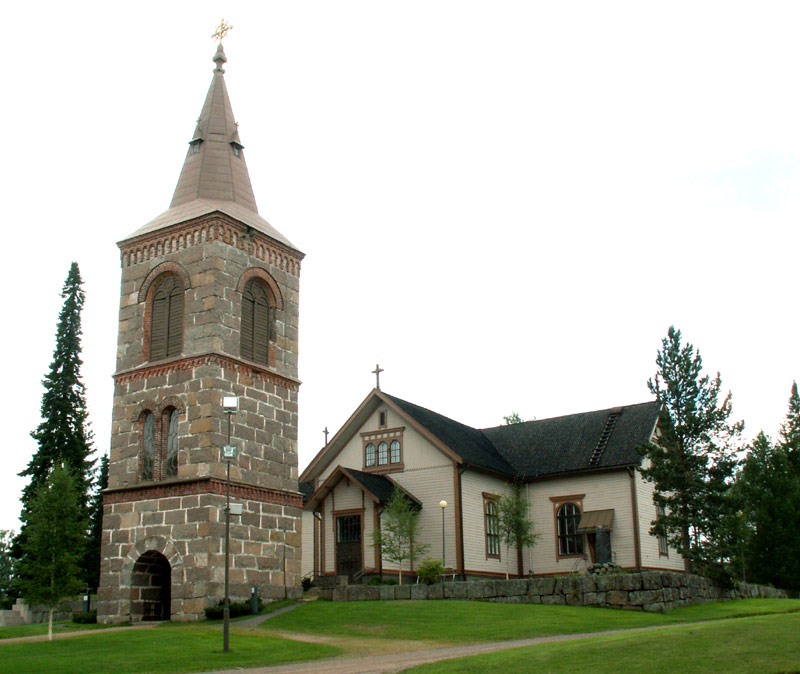
Kirche in Parkano

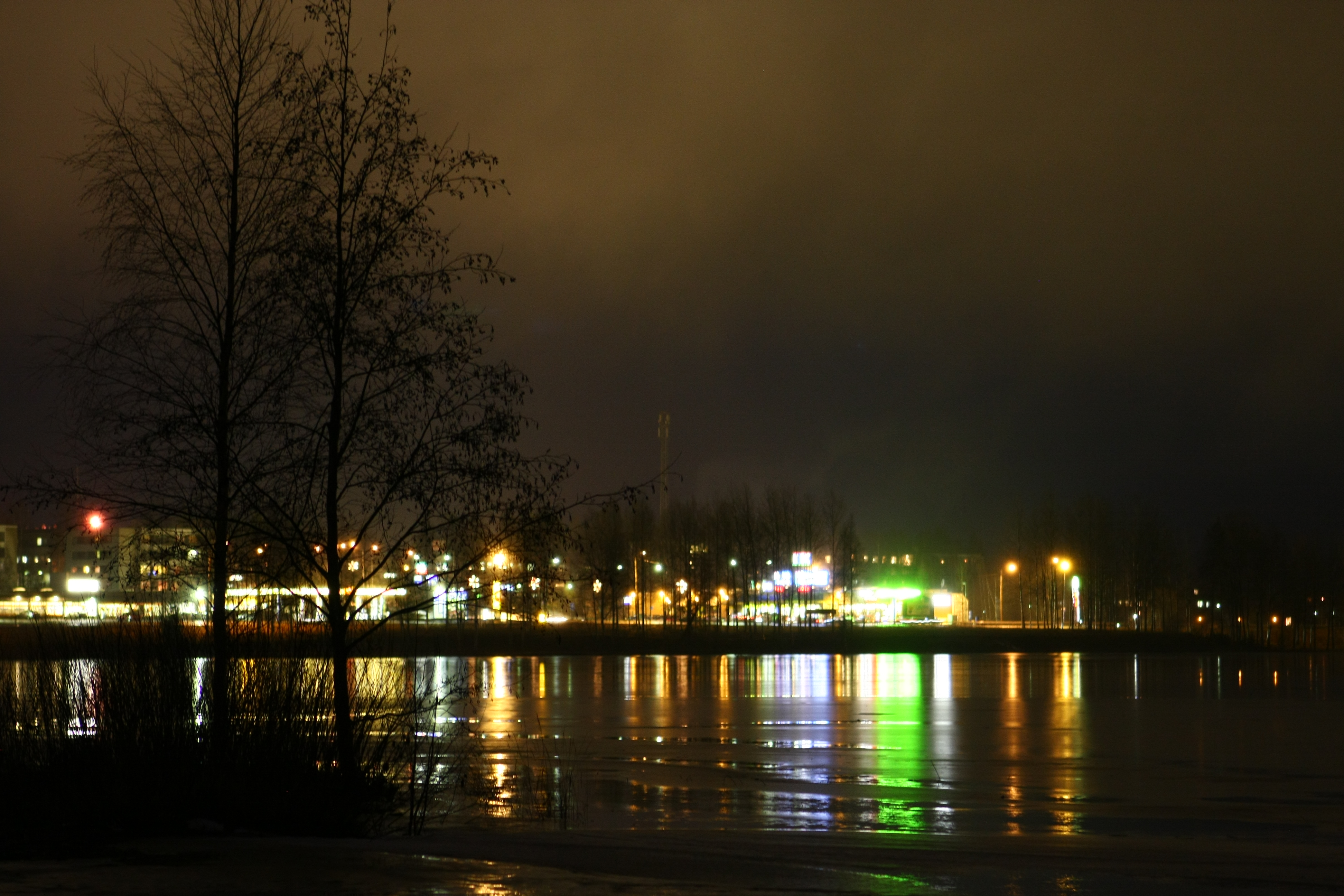
Parkano nachts, vom See her

## Verkehrsanbindung
Parkano liegt an der Staatsstraße 3 Helsinki-Vaasa und der Staatsstraße 23 Pori-Joensuu. Östlich von Parkano verläuft die Eisenbahnstrecke von Helsinki nach Oulu über Tampere und Seinäjoki, an der auch der Bahnhof Parkano liegt.
Im Stadtzentrum befindet sich der Busbahnhof.
Von dort aus fahren täglich Busse nach Helsinki, Tampere, Seinäjoki, Pori, Kihniö und Ikaalinen.

## Industrie
Große Metallverarbeitende Betriebe in Parkano sind:
- Hollming Works
- Moventas
- Kopar
- Fennosteel

## Dörfer (Ortsteile)
Yliskylä, Alaskylä, Kuivasjärvi, Lapinneva, Linnankylä, Nerkoo, Raivaluoma, Sydänmaa, Vahojärvi, Vuorijärvi, Aurejärvi, Kairokoski, Lamminkoski.

## Persönlichkeiten
- Toni Rajala (* 1991), Eishockeyspieler